# Dineutus comma
Dineutus comma là một loài bọ cánh cứng trong họ van Gyrinidae. Loài này được Thunberg miêu tả khoa học năm 1781.